# Copa Argentina 2016-17
La Copa Argentina 2016-17 (llamada Copa «Total» Argentina 2017 por motivos de patrocinio comercial) fue la octava edición de la competición, organizada por la Asociación del Fútbol Argentino y la sexta de su nueva etapa.
Constó de dos fases preliminares y la fase final. Durante la primera parte de la temporada 2016–17 se produjo la clasificación de los equipos del torneo Nacional B y de la fase preliminar metropolitana, que se realizó dentro de sus respectivos campeonatos. Por su parte, la fase preliminar regional se dividió en dos etapas, la primera dentro de los torneos y la segunda por eliminación. La competencia contó, en su fase final, con la participación de 64 equipos: los 30 que disputaban el Campeonato de Primera División 2016-17; los mejores 12 de la primera rueda del Campeonato de Primera B Nacional 2016-17; 11 equipos por la zona metropolitana, que fueron los mejor ubicados al término la primera rueda del respectivo torneo, 5 del Campeonato de Primera B 2016-17, 4 del Campeonato de Primera C 2016-17 y 2 del Campeonato de Primera D 2016-17; y 11 por la zona regional, que salieron de la eliminación directa de 14 equipos del Torneo Federal A 2016-17 y 32 del Torneo Federal B Complementario 2016, clasificados en sus respectivos certámenes.
El comienzo fue para los equipos del Federal A y del B, desde el 2 de febrero, mientras que las fases finales se jugaron del 25 de abril al 9 de diciembre de 2017.
Se consagró campeón el Club Atlético River Plate por segunda vez consecutiva, que clasificó a la Supercopa Argentina 2017, en la que enfrentó a Boca Juniors, campeón del certamen de Primera División 2016-17, y declinó su plaza en la Copa Libertadores 2018 en el subcampeón, el Club Atlético Tucumán, por haberse clasificado con anterioridad en un mejor lugar.

## Equipos participantes

### Primera División
| Aldosivi           | Arsenal          | Atlético de Rafaela     | Atlético Tucumán  |
| Banfield           | Belgrano         | Boca Juniors            | Colón             |
| Defensa y Justicia | Estudiantes (LP) | Gimnasia y Esgrima (LP) | Godoy Cruz        |
| Huracán            | Independiente    | Lanús                   | Newell's Old Boys |
| Olimpo             | Patronato        | Quilmes                 | Racing Club       |
| River Plate        | Rosario Central  | San Lorenzo             | San Martín (SJ)   |
| Sarmiento (J)      | Talleres (C)     | Temperley               | Tigre             |
| Unión              | Vélez Sarsfield  |                         |                   |

### Segunda categoría

#### B Nacional
| All Boys                | Almagro               | Argentinos Juniors | Brown de Adrogué  |
| Chacarita Juniors       | Central Córdoba (SdE) | Ferro Carril Oeste | Guillermo Brown   |
| Independiente Rivadavia | Instituto             | Nueva Chicago      | Ramón Santamarina |

### Tercera categoría

#### Primera B
| Atlanta     | Defensores de Belgrano | Deportivo Morón | Deportivo Riestra |
| Estudiantes |                        |                 |                   |

#### Torneo Federal A
| Altos Hornos Zapla          | Alvarado         | Chaco For Ever         | Cipolletti          |
| Defensores de Belgrano (VR) | Deportivo Madryn | Gimnasia y Esgrima (M) | Gimnasia y Tiro (S) |
| Mitre (SdE)                 | Sarmiento (R)    | Sportivo Las Parejas   | Unión (S)           |
| Unión (VK)                  | Unión Aconquija  |                        |                     |

### Cuarta categoría

#### Primera C
| Cañuelas | Defensores Unidos | Sacachispas | Sportivo Barracas |

#### Torneo Federal B
| Almirante Brown (L) | Atlético Camioneros | Atlético Laguna Blanca  | Argentinos (VdM)     |
| Belgrano (P)        | Belgrano (SN)       | Bella Vista (BB)        | Ben Hur              |
| Central Norte (S)   | Colón Juniors       | Comercio Central Unidos | Deportivo Achirense  |
| Estudiantes (RC)    | Ferroviario (C)     | Germinal                | Güemes (SdE)         |
| Huracán (CR)        | Huracán Las Heras   | Independiente (C)       | Jorge Newbery (CR)   |
| Kimberley           | Mitre (S)           | Pacífico                | San Martín (F)       |
| Sansinena           | Sol de Mayo         | Sportivo Barracas (C)   | Sportivo Peñarol (C) |
| Talleres (P)        | Textil Mandiyú      | Tiro Federal (M)        | Tiro Federal (R)     |

### Quinta categoría

#### Primera D
| Atlas | Leandro N. Alem |  |  |

### Distribución geográfica de los equipos
| Región                           | Equipos |
| -------------------------------- | ------- |
| Ciudad de Buenos Aires           | 14      |
| Provincia de Buenos Aires        | 34      |
| Provincia de Catamarca           | 1       |
| Provincia del Chaco              | 2       |
| Provincia del Chubut             | 5       |
| Provincia de Córdoba             | 5       |
| Provincia de Corrientes          | 2       |
| Provincia de Entre Ríos          | 3       |
| Provincia de Formosa             | 2       |
| Provincia de Jujuy               | 2       |
| Provincia de Mendoza             | 5       |
| Provincia de Río Negro           | 2       |
| Provincia de Salta               | 3       |
| Provincia de San Juan            | 4       |
| Provincia de Santa Fe            | 9       |
| Provincia de Santiago del Estero | 4       |
| Provincia de Tucumán             | 2       |
| Total                            | 99      |

## Fase preliminar metropolitana
Es organizada directamente por la AFA.
Se establecieron en cada categoría los clasificados a la fase final por cada una de ellas, según el resultado de su participación en la primera rueda de los torneos de la temporada 2016-17, con un total de 23 equipos: 
- Los 12 primeros de la tabla de posiciones de la primera rueda del Campeonato de Primera B Nacional 2016-17.
- Los 5 primeros de la tabla de posiciones de la primera rueda del Campeonato de Primera B 2016-17.
- Los 4 primeros de la tabla de posiciones de la primera rueda del Campeonato de Primera C 2016-17.
- Los 2 primeros de la tabla de posiciones de la primera rueda del Campeonato de Primera D 2016-17.

## Fase preliminar regional
Fue organizada por el Consejo Federal, órgano interno de la AFA.
En la fase eliminatoria participaron un total de 46 equipos, que clasificaron en sus respectivos torneos, divididos en 2 grupos. Compitieron entre sí para determinar los 11 clasificados a la Fase final:
- Grupo A: Los 14 equipos clasificados en la primera y la segunda posición de cada zona de la Primera fase del Torneo Federal A 2016-17.
- Grupo B: Los 32 equipos clasificados a la Segunda fase del Torneo Federal B Complementario 2016.

### Grupo A
| Fecha       | Estadio                          | Local en la ida             |   | Global        |   | Local en la vuelta     |
| ----------- | -------------------------------- | --------------------------- | - | ------------- | - | ---------------------- |
| 14 de marzo | La Visera de Cemento             | Cipolletti (p.)             | 2 | (4) 3 - 3 (2) | 1 | Deportivo Madryn       |
| 22 de marzo | Coliseo del Golfo                | Cipolletti (p.)             | 1 | (4) 3 - 3 (2) | 2 | Deportivo Madryn       |
| 14 de marzo | Salomón Boeseldín                | Defensores de Belgrano (VR) | 3 | 4 - 1         | 1 | Alvarado               |
| 22 de marzo | José María Minella               | Defensores de Belgrano (VR) | 1 | 4 - 1         | 0 | Alvarado               |
| 14 de marzo | Emilio Fabrizzi                  | Altos Hornos Zapla          | 0 | 1 - 6         | 3 | Gimnasia y Tiro (S)    |
| 22 de marzo | El Gigante del Norte             | Altos Hornos Zapla          | 1 | 1 - 6         | 3 | Gimnasia y Tiro (S)    |
| 14 de marzo | Fortaleza del Lobo               | Sportivo Las Parejas        | 5 | 8 - 1         | 1 | Unión (S)              |
| 22 de marzo | Fortaleza del Bicho              | Sportivo Las Parejas        | 3 | 8 - 1         | 0 | Unión (S)              |
| 14 de marzo | Juan Alberto García              | Chaco For Ever              | 2 | 3 - 2         | 0 | Sarmiento (R)          |
| 22 de marzo | Centenario                       | Chaco For Ever              | 1 | 3 - 2         | 2 | Sarmiento (R)          |
| 26 de marzo | Tiro Federal y Gimnasia          | Unión Aconquija             | 1 | 2 - 4         | 1 | Mitre (SdE)            |
| 19 de abril | Dres. José y Antonio Castiglione | Unión Aconquija             | 1 | 2 - 4         | 3 | Mitre (SdE)            |
| 14 de marzo | Bicentenario de San Juan         | Unión (VK)                  | 1 | 2 - 3         | 0 | Gimnasia y Esgrima (M) |
| 5 de abril  | Víctor Antonio Legrotaglie       | Unión (VK)                  | 1 | 2 - 3         | 3 | Gimnasia y Esgrima (M) |

| 1. |

### Grupo B

#### Primera fase
| Fecha         | Estadio                   | Local en la ida         |   | Global |   | Local en la vuelta      |
| ------------- | ------------------------- | ----------------------- | - | ------ | - | ----------------------- |
| 4 de febrero  | La Madriguera             | Jorge Newbery (CR) (v.) | 0 | 1 - 1  | 0 | Huracán (CR)            |
| 11 de febrero | César Muñoz               | Jorge Newbery (CR) (v.) | 1 | 1 - 1  | 1 | Huracán (CR)            |
| 4 de febrero  | El Fortín                 | Germinal                | 2 | 2 - 3  | 1 | Sol de Mayo             |
| 11 de febrero | Sol de Mayo               | Germinal                | 0 | 2 - 3  | 2 | Sol de Mayo             |
| 4 de febrero  | Ignacio Nicolás           | Bella Vista (BB)        | 6 | 11 - 1 | 0 | Sansinena               |
| 11 de febrero | Luis Molina               | Bella Vista (BB)        | 5 | 11 - 1 | 1 | Sansinena               |
| 8 de febrero  | Argentinos de 25 de Mayo  | Argentinos (VdM)        | 2 | 2 - 4  | 2 | Kimberley               |
| 12 de febrero | José Alberto Valle        | Argentinos (VdM)        | 0 | 2 - 4  | 2 | Kimberley               |
| 4 de febrero  | Arturo Miranda            | Güemes (SdE) (v.)       | 1 | 2 - 2  | 0 | Comercio Central Unidos |
| 7 de febrero  | Raúl Adolfo Seijas        | Güemes (SdE) (v.)       | 1 | 2 - 2  | 2 | Comercio Central Unidos |
| 3 de febrero  | Bautista Monetti          | Tiro Federal (M)        | 1 | 1 - 5  | 0 | Estudiantes (RC)        |
| 7 de febrero  | Ciudad de Río Cuarto      | Tiro Federal (M)        | 0 | 1 - 5  | 5 | Estudiantes (RC)        |
| 2 de febrero  | El Gigante de Cemento     | Pacífico                | 0 | 4 - 1  | 0 | Huracán Las Heras       |
| 8 de febrero  | General San Martín        | Pacífico                | 4 | 4 - 1  | 1 | Huracán Las Heras       |
| 3 de febrero  | Ramón Pablo Rojas         | Sportivo Peñarol (C)    | 2 | 6 - 2  | 1 | Colón Juniors           |
| 7 de febrero  | Dr. Jorge R. Barassi      | Sportivo Peñarol (C)    | 4 | 6 - 2  | 1 | Colón Juniors           |
| 4 de febrero  | Raúl Orlando Lungarzo     | Independiente (C)       | 0 | 1 - 2  | 1 | Atlético Camioneros     |
| 7 de febrero  | Hugo Moyano               | Independiente (C)       | 1 | 1 - 2  | 1 | Atlético Camioneros     |
| 4 de febrero  | Roberto Tito Pérez        | Sportivo Barracas (C)   | 3 | 4 - 0  | 0 | Belgrano (SN)           |
| 7 de febrero  | Fortunato Bonelli         | Sportivo Barracas (C)   | 1 | 4 - 0  | 0 | Belgrano (SN)           |
| 4 de febrero  | Nuevo Mondonguero         | Belgrano (P)            | 1 | 2 - 0  | 0 | Deportivo Achirense     |
| 8 de febrero  | Guillermo Bonnín          | Belgrano (P)            | 1 | 2 - 0  | 0 | Deportivo Achirense     |
| 4 de febrero  | Parque                    | Ben Hur                 | 1 | 3 - 0  | 0 | Tiro Federal (R)        |
| 7 de febrero  | Fortín de Ludueña         | Ben Hur                 | 2 | 3 - 0  | 0 | Tiro Federal (R)        |
| 4 de febrero  | Miguel Pascual Soler      | Mitre (S)               | 1 | 1 - 2  | 2 | Central Norte (S)       |
| 7 de febrero  | Dr. Luis Güemes           | Mitre (S)               | 0 | 1 - 2  | 0 | Central Norte (S)       |
| 4 de febrero  | Almirante Brown de Lules  | Almirante Brown (L)     | 1 | 2 - 4  | 2 | Talleres (P)            |
| 7 de febrero  | Doctor Plinio Zabala      | Almirante Brown (L)     | 1 | 2 - 4  | 2 | Talleres (P)            |
| 4 de febrero  | Atlético Laguna Blanca    | Atlético Laguna Blanca  | 1 | 2 - 5  | 2 | San Martín (F)          |
| 7 de febrero  | Antonio Romero            | Atlético Laguna Blanca  | 1 | 2 - 5  | 3 | San Martín (F)          |
| 4 de febrero  | Juan Carlos Vallejos      | Ferroviario (C)         | 3 | 4 - 3  | 1 | Textil Mandiyú          |
| 7 de febrero  | José Antonio Romero Feris | Ferroviario (C)         | 1 | 4 - 3  | 2 | Textil Mandiyú          |

| 1. 2. |

#### Segunda fase
| Fecha         | Estadio               | Local en la ida     |   | Global |   | Local en la vuelta    |
| ------------- | --------------------- | ------------------- | - | ------ | - | --------------------- |
| 28 de febrero | Sol de Mayo           | Sol de Mayo         | 3 | 4 - 0  | 0 | Jorge Newbery (CR)    |
| 5 de marzo    | La Madriguera         | Sol de Mayo         | 1 | 4 - 0  | 0 | Jorge Newbery (CR)    |
| 25 de febrero | José Alberto Valle    | Kimberley           | 0 | 1 - 2  | 2 | Bella Vista (BB)      |
| 4 de marzo    | Ignacio Nicolás       | Kimberley           | 1 | 1 - 2  | 0 | Bella Vista (BB)      |
| 11 de febrero | Ciudad de Río Cuarto  | Estudiantes (RC)    | 2 | 4 - 0  | 0 | Güemes (SdE)          |
| 14 de febrero | Arturo Miranda        | Estudiantes (RC)    | 2 | 4 - 0  | 0 | Güemes (SdE)          |
| 11 de febrero | El Gigante de Cemento | Pacífico            | 1 | 2 - 1  | 0 | Sportivo Peñarol (C)  |
| 14 de febrero | Ramón Pablo Rojas     | Pacífico            | 1 | 2 - 1  | 1 | Sportivo Peñarol (C)  |
| 11 de febrero | Hugo Moyano           | Atlético Camioneros | 4 | 4 - 0  | 0 | Sportivo Barracas (C) |
| 14 de febrero | Roberto Tito Pérez    | Atlético Camioneros | 0 | 4 - 0  | 0 | Sportivo Barracas (C) |
| 12 de febrero | Parque                | Ben Hur             | 2 | 4 - 1  | 1 | Belgrano (P)          |
| 15 de febrero | Nuevo Mondonguero     | Ben Hur             | 2 | 4 - 1  | 0 | Belgrano (P)          |
| 11 de febrero | Doctor Plinio Zabala  | Talleres (P)        | 0 | 1 - 2  | 2 | Central Norte (S)     |
| 14 de febrero | Dr. Luis Güemes       | Talleres (P)        | 1 | 1 - 2  | 0 | Central Norte (S)     |
| 11 de febrero | Juan Carlos Vallejos  | Ferroviario (C)     | 3 | 4 - 3  | 0 | San Martín (F)        |
| 14 de febrero | Antonio Romero        | Ferroviario (C)     | 1 | 4 - 3  | 3 | San Martín (F)        |

#### Tercera fase
| Fecha         | Estadio               | Local en la ida     |   | Global |   | Local en la vuelta |
| ------------- | --------------------- | ------------------- | - | ------ | - | ------------------ |
| 11 de marzo   | Ignacio Nicolás       | Bella Vista (BB)    | 1 | 1 - 5  | 2 | Sol de Mayo        |
| 18 de marzo   | Sol de Mayo           | Bella Vista (BB)    | 0 | 1 - 5  | 3 | Sol de Mayo        |
| 18 de febrero | Hugo Moyano           | Atlético Camioneros | 3 | 4 - 3  | 2 | Ben Hur            |
| 21 de febrero | Parque                | Atlético Camioneros | 1 | 4 - 3  | 1 | Ben Hur            |
| 27 de febrero | El Gigante de Cemento | Pacífico (v.)       | 1 | 3 - 3  | 1 | Estudiantes (RC)   |
| 5 de marzo    | Ciudad de Río Cuarto  | Pacífico (v.)       | 2 | 3 - 3  | 2 | Estudiantes (RC)   |
| 18 de febrero | Juan Carlos Vallejos  | Ferroviario (C)     | 2 | 3 - 6  | 0 | Central Norte (S)  |
| 23 de febrero | Dr. Luis Güemes       | Ferroviario (C)     | 1 | 3 - 6  | 6 | Central Norte (S)  |

## Fase final
El cuadro principal lo protagonizaron los once clasificados de la fase preliminar regional, los veintitrés de la fase preliminar metropolitana y los treinta equipos que disputaron el Campeonato de Primera División 2016-17. El sorteo se llevó a cabo el miércoles 5 de abril en el Complejo Habitacional de Ezeiza Julio Humberto Grondona de la AFA.

### Cuadro de desarrollo
|  | Treintaidosavos de final                       | Treintaidosavos de final                | Treintaidosavos de final   |       |                                         | Dieciseisavos de final | Dieciseisavos de final | Dieciseisavos de final |  |                                         | Octavos de final | Octavos de final | Octavos de final |  |                                         | Cuartos de final | Cuartos de final | Cuartos de final |  |                                      | Semifinales                             | Semifinales     | Semifinales |  |  | Final                                | Final            | Final |
|  |                                                |                                         |                            |       |                                         |                        |                        |                        |  |                                         |                  |                  |                  |  |                                         |                  |                  |                  |  |                                      |                                         |                 |             |  |  |                                      |                  |       |
|  | Bandera de la Ciudad de Buenos Aires           | River Plate                             | 3                          |       |                                         |                        |                        |                        |  |                                         |                  |                  |                  |  |                                         |                  |                  |                  |  |                                      |                                         |                 |             |  |  |                                      |                  |       |
|  | Bandera de la Provincia de Buenos Aires        | Atlas                                   | 0                          |       |                                         |                        |                        |                        |  |                                         |                  |                  |                  |  |                                         |                  |                  |                  |  |                                      |                                         |                 |             |  |  |                                      |                  |       |
|  | Bandera de la Provincia de Buenos Aires        | Atlas                                   | 0                          |       | Bandera de la Ciudad de Buenos Aires    | River Plate            | 4                      |                        |  |                                         |                  |                  |                  |  |                                         |                  |                  |                  |  |                                      |                                         |                 |             |  |  |                                      |                  |       |
|  |                                                |                                         |                            |       | Bandera de la Ciudad de Buenos Aires    | River Plate            | 4                      |                        |  |                                         |                  |                  |                  |  |                                         |                  |                  |                  |  |                                      |                                         |                 |             |  |  |                                      |                  |       |
|  |                                                | Bandera de la Provincia de Córdoba      | Instituto                  | 1     |                                         |                        |                        |                        |  |                                         |                  |                  |                  |  |                                         |                  |                  |                  |  |                                      |                                         |                 |             |  |  |                                      |                  |       |
|  | Bandera de la Ciudad de Buenos Aires           | Bandera de la Provincia de Córdoba      | Instituto                  | 1     | Argentinos Juniors                      | 0                      |                        |                        |  |                                         |                  |                  |                  |  |                                         |                  |                  |                  |  |                                      |                                         |                 |             |  |  |                                      |                  |       |
|  | Bandera de la Ciudad de Buenos Aires           |                                         |                            |       | Argentinos Juniors                      | 0                      |                        |                        |  |                                         |                  |                  |                  |  |                                         |                  |                  |                  |  |                                      |                                         |                 |             |  |  |                                      |                  |       |
|  | Bandera de la Provincia de Córdoba             | Instituto                               | 1                          |       |                                         |                        |                        |                        |  |                                         |                  |                  |                  |  |                                         |                  |                  |                  |  |                                      |                                         |                 |             |  |  |                                      |                  |       |
|  | Bandera de la Provincia de Córdoba             | Instituto                               | 1                          |       |                                         |                        |                        |                        |  | Bandera de la Ciudad de Buenos Aires    | River Plate      | 3                |                  |  |                                         |                  |                  |                  |  |                                      |                                         |                 |             |  |  |                                      |                  |       |
|  |                                                |                                         |                            |       |                                         |                        |                        |                        |  | Bandera de la Ciudad de Buenos Aires    | River Plate      | 3                |                  |  |                                         |                  |                  |                  |  |                                      |                                         |                 |             |  |  |                                      |                  |       |
|  |                                                | Bandera de la Provincia de Buenos Aires | Defensa y Justicia         | 0     |                                         |                        |                        |                        |  |                                         |                  |                  |                  |  |                                         |                  |                  |                  |  |                                      |                                         |                 |             |  |  |                                      |                  |       |
|  | Bandera de la Provincia de Buenos Aires        | Bandera de la Provincia de Buenos Aires | Defensa y Justicia         | 0     | Temperley                               | 2                      |                        |                        |  |                                         |                  |                  |                  |  |                                         |                  |                  |                  |  |                                      |                                         |                 |             |  |  |                                      |                  |       |
|  | Bandera de la Provincia de Buenos Aires        |                                         |                            |       | Temperley                               | 2                      |                        |                        |  |                                         |                  |                  |                  |  |                                         |                  |                  |                  |  |                                      |                                         |                 |             |  |  |                                      |                  |       |
|  | Bandera de la Provincia de Santa Fe            | Sportivo Las Parejas                    | 0                          |       |                                         |                        |                        |                        |  |                                         |                  |                  |                  |  |                                         |                  |                  |                  |  |                                      |                                         |                 |             |  |  |                                      |                  |       |
|  | Bandera de la Provincia de Santa Fe            | Sportivo Las Parejas                    | 0                          |       | Bandera de la Provincia de Buenos Aires | Temperley              | 0                      |                        |  |                                         |                  |                  |                  |  |                                         |                  |                  |                  |  |                                      |                                         |                 |             |  |  |                                      |                  |       |
|  |                                                |                                         |                            |       | Bandera de la Provincia de Buenos Aires | Temperley              | 0                      |                        |  |                                         |                  |                  |                  |  |                                         |                  |                  |                  |  |                                      |                                         |                 |             |  |  |                                      |                  |       |
|  |                                                | Bandera de la Provincia de Buenos Aires | Defensa y Justicia         | 2     |                                         |                        |                        |                        |  |                                         |                  |                  |                  |  |                                         |                  |                  |                  |  |                                      |                                         |                 |             |  |  |                                      |                  |       |
|  | Bandera de la Provincia de Buenos Aires        | Bandera de la Provincia de Buenos Aires | Defensa y Justicia         | 2     | Defensa y Justicia                      | 3                      |                        |                        |  |                                         |                  |                  |                  |  |                                         |                  |                  |                  |  |                                      |                                         |                 |             |  |  |                                      |                  |       |
|  | Bandera de la Provincia de Buenos Aires        |                                         |                            |       | Defensa y Justicia                      | 3                      |                        |                        |  |                                         |                  |                  |                  |  |                                         |                  |                  |                  |  |                                      |                                         |                 |             |  |  |                                      |                  |       |
|  | Bandera de la Provincia del Río Negro          | Sol de Mayo                             | 0                          |       |                                         |                        |                        |                        |  |                                         |                  |                  |                  |  |                                         |                  |                  |                  |  |                                      |                                         |                 |             |  |  |                                      |                  |       |
|  | Bandera de la Provincia del Río Negro          | Sol de Mayo                             | 0                          |       |                                         |                        |                        |                        |  |                                         |                  |                  |                  |  | Bandera de la Ciudad de Buenos Aires    | River Plate      | 4                |                  |  |                                      |                                         |                 |             |  |  |                                      |                  |       |
|  |                                                |                                         |                            |       |                                         |                        |                        |                        |  |                                         |                  |                  |                  |  | Bandera de la Ciudad de Buenos Aires    | River Plate      | 4                |                  |  |                                      |                                         |                 |             |  |  |                                      |                  |       |
|  |                                                | Bandera de la Ciudad de Buenos Aires    | Atlanta                    | 1     |                                         |                        |                        |                        |  |                                         |                  |                  |                  |  |                                         |                  |                  |                  |  |                                      |                                         |                 |             |  |  |                                      |                  |       |
|  | Bandera de la Provincia de Buenos Aires        | Bandera de la Ciudad de Buenos Aires    | Atlanta                    | 1     | Gimnasia y Esgrima (LP)                 | 0                      |                        |                        |  |                                         |                  |                  |                  |  |                                         |                  |                  |                  |  |                                      |                                         |                 |             |  |  |                                      |                  |       |
|  | Bandera de la Provincia de Buenos Aires        |                                         |                            |       | Gimnasia y Esgrima (LP)                 | 0                      |                        |                        |  |                                         |                  |                  |                  |  |                                         |                  |                  |                  |  |                                      |                                         |                 |             |  |  |                                      |                  |       |
|  | Bandera de la Provincia de Buenos Aires        | Def. de Belgrano (VR)                   | 1                          |       |                                         |                        |                        |                        |  |                                         |                  |                  |                  |  |                                         |                  |                  |                  |  |                                      |                                         |                 |             |  |  |                                      |                  |       |
|  | Bandera de la Provincia de Buenos Aires        | Def. de Belgrano (VR)                   | 1                          |       | Bandera de la Provincia de Buenos Aires | Def. de Belgrano (VR)  | 1 (5)                  |                        |  |                                         |                  |                  |                  |  |                                         |                  |                  |                  |  |                                      |                                         |                 |             |  |  |                                      |                  |       |
|  |                                                |                                         |                            |       | Bandera de la Provincia de Buenos Aires | Def. de Belgrano (VR)  | 1 (5)                  |                        |  |                                         |                  |                  |                  |  |                                         |                  |                  |                  |  |                                      |                                         |                 |             |  |  |                                      |                  |       |
|  |                                                | Bandera de la Provincia de Córdoba      | Belgrano (p)               | 1 (6) |                                         |                        |                        |                        |  |                                         |                  |                  |                  |  |                                         |                  |                  |                  |  |                                      |                                         |                 |             |  |  |                                      |                  |       |
|  | Bandera de la Provincia de Córdoba             | Bandera de la Provincia de Córdoba      | Belgrano (p)               | 1 (6) | Belgrano (p)                            | 1 (3)                  |                        |                        |  |                                         |                  |                  |                  |  |                                         |                  |                  |                  |  |                                      |                                         |                 |             |  |  |                                      |                  |       |
|  | Bandera de la Provincia de Córdoba             |                                         |                            |       | Belgrano (p)                            | 1 (3)                  |                        |                        |  |                                         |                  |                  |                  |  |                                         |                  |                  |                  |  |                                      |                                         |                 |             |  |  |                                      |                  |       |
|  | Bandera de la Provincia de Buenos Aires        | Estudiantes (BA)                        | 1 (2)                      |       |                                         |                        |                        |                        |  |                                         |                  |                  |                  |  |                                         |                  |                  |                  |  |                                      |                                         |                 |             |  |  |                                      |                  |       |
|  | Bandera de la Provincia de Buenos Aires        | Estudiantes (BA)                        | 1 (2)                      |       |                                         |                        |                        |                        |  | Bandera de la Provincia de Córdoba      | Belgrano         | 1                |                  |  |                                         |                  |                  |                  |  |                                      |                                         |                 |             |  |  |                                      |                  |       |
|  |                                                |                                         |                            |       |                                         |                        |                        |                        |  | Bandera de la Provincia de Córdoba      | Belgrano         | 1                |                  |  |                                         |                  |                  |                  |  |                                      |                                         |                 |             |  |  |                                      |                  |       |
|  |                                                | Bandera de la Ciudad de Buenos Aires    | Atlanta                    | 2     |                                         |                        |                        |                        |  |                                         |                  |                  |                  |  |                                         |                  |                  |                  |  |                                      |                                         |                 |             |  |  |                                      |                  |       |
|  | Bandera de la Provincia de San Juan            | Bandera de la Ciudad de Buenos Aires    | Atlanta                    | 2     | San Martín (SJ)                         | 0                      |                        |                        |  |                                         |                  |                  |                  |  |                                         |                  |                  |                  |  |                                      |                                         |                 |             |  |  |                                      |                  |       |
|  | Bandera de la Provincia de San Juan            |                                         |                            |       | San Martín (SJ)                         | 0                      |                        |                        |  |                                         |                  |                  |                  |  |                                         |                  |                  |                  |  |                                      |                                         |                 |             |  |  |                                      |                  |       |
|  | Bandera de la Ciudad de Buenos Aires           | Atlanta                                 | 3                          |       |                                         |                        |                        |                        |  |                                         |                  |                  |                  |  |                                         |                  |                  |                  |  |                                      |                                         |                 |             |  |  |                                      |                  |       |
|  | Bandera de la Ciudad de Buenos Aires           | Atlanta                                 | 3                          |       | Bandera de la Ciudad de Buenos Aires    | Atlanta                | 3                      |                        |  |                                         |                  |                  |                  |  |                                         |                  |                  |                  |  |                                      |                                         |                 |             |  |  |                                      |                  |       |
|  |                                                |                                         |                            |       | Bandera de la Ciudad de Buenos Aires    | Atlanta                | 3                      |                        |  |                                         |                  |                  |                  |  |                                         |                  |                  |                  |  |                                      |                                         |                 |             |  |  |                                      |                  |       |
|  |                                                | Bandera de la Provincia de Mendoza      | Pacífico                   | 1     |                                         |                        |                        |                        |  |                                         |                  |                  |                  |  |                                         |                  |                  |                  |  |                                      |                                         |                 |             |  |  |                                      |                  |       |
|  | Bandera de la Provincia de Buenos Aires        | Bandera de la Provincia de Mendoza      | Pacífico                   | 1     | Estudiantes (LP)                        | 2                      |                        |                        |  |                                         |                  |                  |                  |  |                                         |                  |                  |                  |  |                                      |                                         |                 |             |  |  |                                      |                  |       |
|  | Bandera de la Provincia de Buenos Aires        |                                         |                            |       | Estudiantes (LP)                        | 2                      |                        |                        |  |                                         |                  |                  |                  |  |                                         |                  |                  |                  |  |                                      |                                         |                 |             |  |  |                                      |                  |       |
|  | Bandera de la Provincia de Mendoza             | Pacífico                                | 3                          |       |                                         |                        |                        |                        |  |                                         |                  |                  |                  |  |                                         |                  |                  |                  |  |                                      |                                         |                 |             |  |  |                                      |                  |       |
|  | Bandera de la Provincia de Mendoza             | Pacífico                                | 3                          |       |                                         |                        |                        |                        |  |                                         |                  |                  |                  |  |                                         |                  |                  |                  |  | Bandera de la Ciudad de Buenos Aires | River Plate                             | 3               |             |  |  |                                      |                  |       |
|  |                                                |                                         |                            |       |                                         |                        |                        |                        |  |                                         |                  |                  |                  |  |                                         |                  |                  |                  |  | Bandera de la Ciudad de Buenos Aires | River Plate                             | 3               |             |  |  |                                      |                  |       |
|  |                                                |                                         |                            |       |                                         |                        |                        |                        |  |                                         |                  |                  |                  |  |                                         |                  |                  |                  |  |                                      | Bandera de la Provincia de Buenos Aires | Deportivo Morón | 0           |  |  |                                      |                  |       |
|  | Bandera de la Provincia de Buenos Aires        | Racing Club                             | 2                          |       |                                         |                        |                        |                        |  |                                         |                  |                  |                  |  |                                         |                  |                  |                  |  |                                      | Bandera de la Provincia de Buenos Aires | Deportivo Morón | 0           |  |  |                                      |                  |       |
|  | Bandera de la Provincia de Buenos Aires        | Racing Club                             | 2                          |       |                                         |                        |                        |                        |  |                                         |                  |                  |                  |  |                                         |                  |                  |                  |  |                                      |                                         |                 |             |  |  |                                      |                  |       |
|  | Bandera de la Provincia de Santiago del Estero | Mitre (SdE)                             | 1                          |       |                                         |                        |                        |                        |  |                                         |                  |                  |                  |  |                                         |                  |                  |                  |  |                                      |                                         |                 |             |  |  |                                      |                  |       |
|  | Bandera de la Provincia de Santiago del Estero | Mitre (SdE)                             | 1                          |       | Bandera de la Provincia de Buenos Aires | Racing Club            | 2                      |                        |  |                                         |                  |                  |                  |  |                                         |                  |                  |                  |  |                                      |                                         |                 |             |  |  |                                      |                  |       |
|  |                                                |                                         |                            |       | Bandera de la Provincia de Buenos Aires | Racing Club            | 2                      |                        |  |                                         |                  |                  |                  |  |                                         |                  |                  |                  |  |                                      |                                         |                 |             |  |  |                                      |                  |       |
|  |                                                | Bandera de la Provincia de Buenos Aires | Olimpo                     | 4     |                                         |                        |                        |                        |  |                                         |                  |                  |                  |  |                                         |                  |                  |                  |  |                                      |                                         |                 |             |  |  |                                      |                  |       |
|  | Bandera de la Provincia de Buenos Aires        | Bandera de la Provincia de Buenos Aires | Olimpo                     | 4     | Olimpo                                  | 1                      |                        |                        |  |                                         |                  |                  |                  |  |                                         |                  |                  |                  |  |                                      |                                         |                 |             |  |  |                                      |                  |       |
|  | Bandera de la Provincia de Buenos Aires        |                                         |                            |       | Olimpo                                  | 1                      |                        |                        |  |                                         |                  |                  |                  |  |                                         |                  |                  |                  |  |                                      |                                         |                 |             |  |  |                                      |                  |       |
|  | Bandera de la Ciudad de Buenos Aires           | Ferro Carril Oeste                      | 0                          |       |                                         |                        |                        |                        |  |                                         |                  |                  |                  |  |                                         |                  |                  |                  |  |                                      |                                         |                 |             |  |  |                                      |                  |       |
|  | Bandera de la Ciudad de Buenos Aires           | Ferro Carril Oeste                      | 0                          |       |                                         |                        |                        |                        |  | Bandera de la Provincia de Buenos Aires | Olimpo           | 3                |                  |  |                                         |                  |                  |                  |  |                                      |                                         |                 |             |  |  |                                      |                  |       |
|  |                                                |                                         |                            |       |                                         |                        |                        |                        |  | Bandera de la Provincia de Buenos Aires | Olimpo           | 3                |                  |  |                                         |                  |                  |                  |  |                                      |                                         |                 |             |  |  |                                      |                  |       |
|  |                                                | Bandera de la Provincia de Mendoza      | Gimnasia y Esgrima (M)     | 2     |                                         |                        |                        |                        |  |                                         |                  |                  |                  |  |                                         |                  |                  |                  |  |                                      |                                         |                 |             |  |  |                                      |                  |       |
|  | Bandera de la Provincia de Córdoba             | Bandera de la Provincia de Mendoza      | Gimnasia y Esgrima (M)     | 2     | Talleres (C)                            | 1                      |                        |                        |  |                                         |                  |                  |                  |  |                                         |                  |                  |                  |  |                                      |                                         |                 |             |  |  |                                      |                  |       |
|  | Bandera de la Provincia de Córdoba             |                                         |                            |       | Talleres (C)                            | 1                      |                        |                        |  |                                         |                  |                  |                  |  |                                         |                  |                  |                  |  |                                      |                                         |                 |             |  |  |                                      |                  |       |
|  | Bandera de la Ciudad de Buenos Aires           | Defensores de Belgrano                  | 0                          |       |                                         |                        |                        |                        |  |                                         |                  |                  |                  |  |                                         |                  |                  |                  |  |                                      |                                         |                 |             |  |  |                                      |                  |       |
|  | Bandera de la Ciudad de Buenos Aires           | Defensores de Belgrano                  | 0                          |       | Bandera de la Provincia de Córdoba      | Talleres (C)           | 1 (2)                  |                        |  |                                         |                  |                  |                  |  |                                         |                  |                  |                  |  |                                      |                                         |                 |             |  |  |                                      |                  |       |
|  |                                                |                                         |                            |       | Bandera de la Provincia de Córdoba      | Talleres (C)           | 1 (2)                  |                        |  |                                         |                  |                  |                  |  |                                         |                  |                  |                  |  |                                      |                                         |                 |             |  |  |                                      |                  |       |
|  |                                                | Bandera de la Provincia de Mendoza      | Gimnasia y Esgrima (M) (p) | 1 (4) |                                         |                        |                        |                        |  |                                         |                  |                  |                  |  |                                         |                  |                  |                  |  |                                      |                                         |                 |             |  |  |                                      |                  |       |
|  | Bandera de la Provincia de Buenos Aires        | Bandera de la Provincia de Mendoza      | Gimnasia y Esgrima (M) (p) | 1 (4) | Quilmes                                 | 0 (1)                  |                        |                        |  |                                         |                  |                  |                  |  |                                         |                  |                  |                  |  |                                      |                                         |                 |             |  |  |                                      |                  |       |
|  | Bandera de la Provincia de Buenos Aires        |                                         |                            |       | Quilmes                                 | 0 (1)                  |                        |                        |  |                                         |                  |                  |                  |  |                                         |                  |                  |                  |  |                                      |                                         |                 |             |  |  |                                      |                  |       |
|  | Bandera de la Provincia de Mendoza             | Gimnasia y Esgrima (M) (p)              | 0 (4)                      |       |                                         |                        |                        |                        |  |                                         |                  |                  |                  |  |                                         |                  |                  |                  |  |                                      |                                         |                 |             |  |  |                                      |                  |       |
|  | Bandera de la Provincia de Mendoza             | Gimnasia y Esgrima (M) (p)              | 0 (4)                      |       |                                         |                        |                        |                        |  |                                         |                  |                  |                  |  | Bandera de la Provincia de Buenos Aires | Olimpo           | 0                |                  |  |                                      |                                         |                 |             |  |  |                                      |                  |       |
|  |                                                |                                         |                            |       |                                         |                        |                        |                        |  |                                         |                  |                  |                  |  | Bandera de la Provincia de Buenos Aires | Olimpo           | 0                |                  |  |                                      |                                         |                 |             |  |  |                                      |                  |       |
|  |                                                | Bandera de la Provincia de Buenos Aires | Deportivo Morón            | 1     |                                         |                        |                        |                        |  |                                         |                  |                  |                  |  |                                         |                  |                  |                  |  |                                      |                                         |                 |             |  |  |                                      |                  |       |
|  | Bandera de la Provincia de Buenos Aires        | Bandera de la Provincia de Buenos Aires | Deportivo Morón            | 1     | Lanús                                   | 5                      |                        |                        |  |                                         |                  |                  |                  |  |                                         |                  |                  |                  |  |                                      |                                         |                 |             |  |  |                                      |                  |       |
|  | Bandera de la Provincia de Buenos Aires        |                                         |                            |       | Lanús                                   | 5                      |                        |                        |  |                                         |                  |                  |                  |  |                                         |                  |                  |                  |  |                                      |                                         |                 |             |  |  |                                      |                  |       |
|  | Bandera de la Ciudad de Buenos Aires           | Sportivo Barracas                       | 1                          |       |                                         |                        |                        |                        |  |                                         |                  |                  |                  |  |                                         |                  |                  |                  |  |                                      |                                         |                 |             |  |  |                                      |                  |       |
|  | Bandera de la Ciudad de Buenos Aires           | Sportivo Barracas                       | 1                          |       | Bandera de la Provincia de Buenos Aires | Lanús                  | 1                      |                        |  |                                         |                  |                  |                  |  |                                         |                  |                  |                  |  |                                      |                                         |                 |             |  |  |                                      |                  |       |
|  |                                                |                                         |                            |       | Bandera de la Provincia de Buenos Aires | Lanús                  | 1                      |                        |  |                                         |                  |                  |                  |  |                                         |                  |                  |                  |  |                                      |                                         |                 |             |  |  |                                      |                  |       |
|  |                                                | Bandera de la Provincia de Santa Fe     | Unión                      | 2     |                                         |                        |                        |                        |  |                                         |                  |                  |                  |  |                                         |                  |                  |                  |  |                                      |                                         |                 |             |  |  |                                      |                  |       |
|  | Bandera de la Provincia de Santa Fe            | Bandera de la Provincia de Santa Fe     | Unión                      | 2     | Unión (p)                               | 0 (4)                  |                        |                        |  |                                         |                  |                  |                  |  |                                         |                  |                  |                  |  |                                      |                                         |                 |             |  |  |                                      |                  |       |
|  | Bandera de la Provincia de Santa Fe            |                                         |                            |       | Unión (p)                               | 0 (4)                  |                        |                        |  |                                         |                  |                  |                  |  |                                         |                  |                  |                  |  |                                      |                                         |                 |             |  |  |                                      |                  |       |
|  | Bandera de la Ciudad de Buenos Aires           | Nueva Chicago                           | 0 (2)                      |       |                                         |                        |                        |                        |  |                                         |                  |                  |                  |  |                                         |                  |                  |                  |  |                                      |                                         |                 |             |  |  |                                      |                  |       |
|  | Bandera de la Ciudad de Buenos Aires           | Nueva Chicago                           | 0 (2)                      |       |                                         |                        |                        |                        |  | Bandera de la Provincia de Santa Fe     | Unión            | 0 (4)            |                  |  |                                         |                  |                  |                  |  |                                      |                                         |                 |             |  |  |                                      |                  |       |
|  |                                                |                                         |                            |       |                                         |                        |                        |                        |  | Bandera de la Provincia de Santa Fe     | Unión            | 0 (4)            |                  |  |                                         |                  |                  |                  |  |                                      |                                         |                 |             |  |  |                                      |                  |       |
|  |                                                | Bandera de la Provincia de Buenos Aires | Deportivo Morón (p)        | 0 (5) |                                         |                        |                        |                        |  |                                         |                  |                  |                  |  |                                         |                  |                  |                  |  |                                      |                                         |                 |             |  |  |                                      |                  |       |
|  | Bandera de la Provincia de Entre Ríos          | Bandera de la Provincia de Buenos Aires | Deportivo Morón (p)        | 0 (5) | Patronato                               | 0                      |                        |                        |  |                                         |                  |                  |                  |  |                                         |                  |                  |                  |  |                                      |                                         |                 |             |  |  |                                      |                  |       |
|  | Bandera de la Provincia de Entre Ríos          |                                         |                            |       | Patronato                               | 0                      |                        |                        |  |                                         |                  |                  |                  |  |                                         |                  |                  |                  |  |                                      |                                         |                 |             |  |  |                                      |                  |       |
|  | Bandera de la Provincia de Buenos Aires        | Deportivo Morón                         | 2                          |       |                                         |                        |                        |                        |  |                                         |                  |                  |                  |  |                                         |                  |                  |                  |  |                                      |                                         |                 |             |  |  |                                      |                  |       |
|  | Bandera de la Provincia de Buenos Aires        | Deportivo Morón                         | 2                          |       | Bandera de la Provincia de Buenos Aires | Deportivo Morón        | 1                      |                        |  |                                         |                  |                  |                  |  |                                         |                  |                  |                  |  |                                      |                                         |                 |             |  |  |                                      |                  |       |
|  |                                                |                                         |                            |       | Bandera de la Provincia de Buenos Aires | Deportivo Morón        | 1                      |                        |  |                                         |                  |                  |                  |  |                                         |                  |                  |                  |  |                                      |                                         |                 |             |  |  |                                      |                  |       |
|  |                                                | Bandera de la Ciudad de Buenos Aires    | San Lorenzo                | 0     |                                         |                        |                        |                        |  |                                         |                  |                  |                  |  |                                         |                  |                  |                  |  |                                      |                                         |                 |             |  |  |                                      |                  |       |
|  | Bandera de la Ciudad de Buenos Aires           | Bandera de la Ciudad de Buenos Aires    | San Lorenzo                | 0     | San Lorenzo (p)                         | 1 (4)                  |                        |                        |  |                                         |                  |                  |                  |  |                                         |                  |                  |                  |  |                                      |                                         |                 |             |  |  |                                      |                  |       |
|  | Bandera de la Ciudad de Buenos Aires           |                                         |                            |       | San Lorenzo (p)                         | 1 (4)                  |                        |                        |  |                                         |                  |                  |                  |  |                                         |                  |                  |                  |  |                                      |                                         |                 |             |  |  |                                      |                  |       |
|  | Bandera de la Provincia del Río Negro          | Cipolletti                              | 1 (2)                      |       |                                         |                        |                        |                        |  |                                         |                  |                  |                  |  |                                         |                  |                  |                  |  |                                      |                                         |                 |             |  |  |                                      |                  |       |
|  |                                                |                                         |                            |       |                                         |                        |                        |                        |  |                                         |                  |                  |                  |  |                                         |                  |                  |                  |  |                                      |                                         |                 |             |  |  | Bandera de la Ciudad de Buenos Aires | River Plate      | 2     |
|  |                                                |                                         |                            |       |                                         |                        |                        |                        |  |                                         |                  |                  |                  |  |                                         |                  |                  |                  |  |                                      |                                         |                 |             |  |  | Bandera de la Ciudad de Buenos Aires | River Plate      | 2     |
|  |                                                |                                         |                            |       |                                         |                        |                        |                        |  |                                         |                  |                  |                  |  |                                         |                  |                  |                  |  |                                      |                                         |                 |             |  |  | Bandera de la Provincia de Tucumán   | Atlético Tucumán | 1     |
|  | Bandera de la Provincia de Buenos Aires        | Independiente (p)                       | 0 (5)                      |       |                                         |                        |                        |                        |  |                                         |                  |                  |                  |  |                                         |                  |                  |                  |  |                                      |                                         |                 |             |  |  |                                      |                  |       |
|  | Bandera de la Provincia de Buenos Aires        | Atlético Camioneros                     | 0 (4)                      |       |                                         |                        |                        |                        |  |                                         |                  |                  |                  |  |                                         |                  |                  |                  |  |                                      |                                         |                 |             |  |  |                                      |                  |       |
|  | Bandera de la Provincia de Buenos Aires        | Atlético Camioneros                     | 0 (4)                      |       | Bandera de la Provincia de Buenos Aires | Independiente          | 1                      |                        |  |                                         |                  |                  |                  |  |                                         |                  |                  |                  |  |                                      |                                         |                 |             |  |  |                                      |                  |       |
|  |                                                |                                         |                            |       | Bandera de la Provincia de Buenos Aires | Independiente          | 1                      |                        |  |                                         |                  |                  |                  |  |                                         |                  |                  |                  |  |                                      |                                         |                 |             |  |  |                                      |                  |       |
|  |                                                | Bandera de la Provincia de Tucumán      | Atlético Tucumán           | 2     |                                         |                        |                        |                        |  |                                         |                  |                  |                  |  |                                         |                  |                  |                  |  |                                      |                                         |                 |             |  |  |                                      |                  |       |
|  | Bandera de la Provincia de Tucumán             | Bandera de la Provincia de Tucumán      | Atlético Tucumán           | 2     | Atlético Tucumán (p)                    | 1 (4)                  |                        |                        |  |                                         |                  |                  |                  |  |                                         |                  |                  |                  |  |                                      |                                         |                 |             |  |  |                                      |                  |       |
|  | Bandera de la Provincia de Tucumán             |                                         |                            |       | Atlético Tucumán (p)                    | 1 (4)                  |                        |                        |  |                                         |                  |                  |                  |  |                                         |                  |                  |                  |  |                                      |                                         |                 |             |  |  |                                      |                  |       |
|  | Bandera de la Ciudad de Buenos Aires           | All Boys                                | 1 (1)                      |       |                                         |                        |                        |                        |  |                                         |                  |                  |                  |  |                                         |                  |                  |                  |  |                                      |                                         |                 |             |  |  |                                      |                  |       |
|  | Bandera de la Ciudad de Buenos Aires           | All Boys                                | 1 (1)                      |       |                                         |                        |                        |                        |  | Bandera de la Provincia de Tucumán      | Atlético Tucumán | 4                |                  |  |                                         |                  |                  |                  |  |                                      |                                         |                 |             |  |  |                                      |                  |       |
|  |                                                |                                         |                            |       |                                         |                        |                        |                        |  | Bandera de la Provincia de Tucumán      | Atlético Tucumán | 4                |                  |  |                                         |                  |                  |                  |  |                                      |                                         |                 |             |  |  |                                      |                  |       |
|  |                                                | Bandera de la Provincia de Buenos Aires | Sarmiento (J)              | 0     |                                         |                        |                        |                        |  |                                         |                  |                  |                  |  |                                         |                  |                  |                  |  |                                      |                                         |                 |             |  |  |                                      |                  |       |
|  | Bandera de la Provincia de Buenos Aires        | Bandera de la Provincia de Buenos Aires | Sarmiento (J)              | 0     | Sarmiento (J)                           | 1                      |                        |                        |  |                                         |                  |                  |                  |  |                                         |                  |                  |                  |  |                                      |                                         |                 |             |  |  |                                      |                  |       |
|  | Bandera de la Provincia de Buenos Aires        |                                         |                            |       | Sarmiento (J)                           | 1                      |                        |                        |  |                                         |                  |                  |                  |  |                                         |                  |                  |                  |  |                                      |                                         |                 |             |  |  |                                      |                  |       |
|  | Bandera de la Provincia de Buenos Aires        | Brown de Adrogué                        | 0                          |       |                                         |                        |                        |                        |  |                                         |                  |                  |                  |  |                                         |                  |                  |                  |  |                                      |                                         |                 |             |  |  |                                      |                  |       |
|  | Bandera de la Provincia de Buenos Aires        | Brown de Adrogué                        | 0                          |       | Bandera de la Provincia de Buenos Aires | Sarmiento (J)          | 3                      |                        |  |                                         |                  |                  |                  |  |                                         |                  |                  |                  |  |                                      |                                         |                 |             |  |  |                                      |                  |       |
|  |                                                |                                         |                            |       | Bandera de la Provincia de Buenos Aires | Sarmiento (J)          | 3                      |                        |  |                                         |                  |                  |                  |  |                                         |                  |                  |                  |  |                                      |                                         |                 |             |  |  |                                      |                  |       |
|  |                                                | Bandera de la Ciudad de Buenos Aires    | Sacachispas                | 1     |                                         |                        |                        |                        |  |                                         |                  |                  |                  |  |                                         |                  |                  |                  |  |                                      |                                         |                 |             |  |  |                                      |                  |       |
|  | Bandera de la Provincia de Buenos Aires        | Bandera de la Ciudad de Buenos Aires    | Sacachispas                | 1     | Arsenal                                 | 1 (5)                  |                        |                        |  |                                         |                  |                  |                  |  |                                         |                  |                  |                  |  |                                      |                                         |                 |             |  |  |                                      |                  |       |
|  | Bandera de la Provincia de Buenos Aires        |                                         |                            |       | Arsenal                                 | 1 (5)                  |                        |                        |  |                                         |                  |                  |                  |  |                                         |                  |                  |                  |  |                                      |                                         |                 |             |  |  |                                      |                  |       |
|  | Bandera de la Ciudad de Buenos Aires           | Sacachispas (p)                         | 1 (6)                      |       |                                         |                        |                        |                        |  |                                         |                  |                  |                  |  |                                         |                  |                  |                  |  |                                      |                                         |                 |             |  |  |                                      |                  |       |
|  | Bandera de la Ciudad de Buenos Aires           | Sacachispas (p)                         | 1 (6)                      |       |                                         |                        |                        |                        |  |                                         |                  |                  |                  |  | Bandera de la Provincia de Tucumán      | Atlético Tucumán | 1                |                  |  |                                      |                                         |                 |             |  |  |                                      |                  |       |
|  |                                                |                                         |                            |       |                                         |                        |                        |                        |  |                                         |                  |                  |                  |  | Bandera de la Provincia de Tucumán      | Atlético Tucumán | 1                |                  |  |                                      |                                         |                 |             |  |  |                                      |                  |       |
|  |                                                | Bandera de la Ciudad de Buenos Aires    | Vélez Sarsfield            | 0     |                                         |                        |                        |                        |  |                                         |                  |                  |                  |  |                                         |                  |                  |                  |  |                                      |                                         |                 |             |  |  |                                      |                  |       |
|  | Bandera de la Ciudad de Buenos Aires           | Bandera de la Ciudad de Buenos Aires    | Vélez Sarsfield            | 0     | Huracán (p)                             | 2 (3)                  |                        |                        |  |                                         |                  |                  |                  |  |                                         |                  |                  |                  |  |                                      |                                         |                 |             |  |  |                                      |                  |       |
|  | Bandera de la Ciudad de Buenos Aires           |                                         |                            |       | Huracán (p)                             | 2 (3)                  |                        |                        |  |                                         |                  |                  |                  |  |                                         |                  |                  |                  |  |                                      |                                         |                 |             |  |  |                                      |                  |       |
|  | Bandera de la Provincia de Buenos Aires        | Defensores Unidos                       | 2 (1)                      |       |                                         |                        |                        |                        |  |                                         |                  |                  |                  |  |                                         |                  |                  |                  |  |                                      |                                         |                 |             |  |  |                                      |                  |       |
|  | Bandera de la Provincia de Buenos Aires        | Defensores Unidos                       | 2 (1)                      |       | Bandera de la Ciudad de Buenos Aires    | Huracán                | 1                      |                        |  |                                         |                  |                  |                  |  |                                         |                  |                  |                  |  |                                      |                                         |                 |             |  |  |                                      |                  |       |
|  |                                                |                                         |                            |       | Bandera de la Ciudad de Buenos Aires    | Huracán                | 1                      |                        |  |                                         |                  |                  |                  |  |                                         |                  |                  |                  |  |                                      |                                         |                 |             |  |  |                                      |                  |       |
|  |                                                | Bandera de la Provincia de Santa Fe     | Colón                      | 0     |                                         |                        |                        |                        |  |                                         |                  |                  |                  |  |                                         |                  |                  |                  |  |                                      |                                         |                 |             |  |  |                                      |                  |       |
|  | Bandera de la Provincia de Santa Fe            | Bandera de la Provincia de Santa Fe     | Colón                      | 0     | Colón                                   | 1                      |                        |                        |  |                                         |                  |                  |                  |  |                                         |                  |                  |                  |  |                                      |                                         |                 |             |  |  |                                      |                  |       |
|  | Bandera de la Provincia de Santa Fe            |                                         |                            |       | Colón                                   | 1                      |                        |                        |  |                                         |                  |                  |                  |  |                                         |                  |                  |                  |  |                                      |                                         |                 |             |  |  |                                      |                  |       |
|  | Bandera de la Provincia de Mendoza             | Independiente Rivadavia                 | 0                          |       |                                         |                        |                        |                        |  |                                         |                  |                  |                  |  |                                         |                  |                  |                  |  |                                      |                                         |                 |             |  |  |                                      |                  |       |
|  | Bandera de la Provincia de Mendoza             | Independiente Rivadavia                 | 0                          |       |                                         |                        |                        |                        |  | Bandera de la Ciudad de Buenos Aires    | Huracán          | 0 (1)            |                  |  |                                         |                  |                  |                  |  |                                      |                                         |                 |             |  |  |                                      |                  |       |
|  |                                                |                                         |                            |       |                                         |                        |                        |                        |  | Bandera de la Ciudad de Buenos Aires    | Huracán          | 0 (1)            |                  |  |                                         |                  |                  |                  |  |                                      |                                         |                 |             |  |  |                                      |                  |       |
|  |                                                | Bandera de la Ciudad de Buenos Aires    | Vélez Sarsfield (p)        | 0 (3) |                                         |                        |                        |                        |  |                                         |                  |                  |                  |  |                                         |                  |                  |                  |  |                                      |                                         |                 |             |  |  |                                      |                  |       |
|  | Bandera de la Provincia de Buenos Aires        | Bandera de la Ciudad de Buenos Aires    | Vélez Sarsfield (p)        | 0 (3) | Aldosivi                                | 2                      |                        |                        |  |                                         |                  |                  |                  |  |                                         |                  |                  |                  |  |                                      |                                         |                 |             |  |  |                                      |                  |       |
|  | Bandera de la Provincia de Buenos Aires        |                                         |                            |       | Aldosivi                                | 2                      |                        |                        |  |                                         |                  |                  |                  |  |                                         |                  |                  |                  |  |                                      |                                         |                 |             |  |  |                                      |                  |       |
|  | Bandera de la Provincia de Santiago del Estero | Central Córdoba (SdE)                   | 1                          |       |                                         |                        |                        |                        |  |                                         |                  |                  |                  |  |                                         |                  |                  |                  |  |                                      |                                         |                 |             |  |  |                                      |                  |       |
|  | Bandera de la Provincia de Santiago del Estero | Central Córdoba (SdE)                   | 1                          |       | Bandera de la Provincia de Buenos Aires | Aldosivi               | 0                      |                        |  |                                         |                  |                  |                  |  |                                         |                  |                  |                  |  |                                      |                                         |                 |             |  |  |                                      |                  |       |
|  |                                                |                                         |                            |       | Bandera de la Provincia de Buenos Aires | Aldosivi               | 0                      |                        |  |                                         |                  |                  |                  |  |                                         |                  |                  |                  |  |                                      |                                         |                 |             |  |  |                                      |                  |       |
|  |                                                | Bandera de la Ciudad de Buenos Aires    | Vélez Sarsfield            | 1     |                                         |                        |                        |                        |  |                                         |                  |                  |                  |  |                                         |                  |                  |                  |  |                                      |                                         |                 |             |  |  |                                      |                  |       |
|  | Bandera de la Ciudad de Buenos Aires           | Bandera de la Ciudad de Buenos Aires    | Vélez Sarsfield            | 1     | Vélez Sarsfield                         | 1                      |                        |                        |  |                                         |                  |                  |                  |  |                                         |                  |                  |                  |  |                                      |                                         |                 |             |  |  |                                      |                  |       |
|  | Bandera de la Ciudad de Buenos Aires           |                                         |                            |       | Vélez Sarsfield                         | 1                      |                        |                        |  |                                         |                  |                  |                  |  |                                         |                  |                  |                  |  |                                      |                                         |                 |             |  |  |                                      |                  |       |
|  | Bandera de la Provincia de Buenos Aires        | Leandro N. Alem                         | 0                          |       |                                         |                        |                        |                        |  |                                         |                  |                  |                  |  |                                         |                  |                  |                  |  |                                      |                                         |                 |             |  |  |                                      |                  |       |
|  | Bandera de la Provincia de Buenos Aires        | Leandro N. Alem                         | 0                          |       |                                         |                        |                        |                        |  |                                         |                  |                  |                  |  |                                         |                  |                  |                  |  | Bandera de la Provincia de Tucumán   | Atlético Tucumán (p)                    | 0 (3)           |             |  |  |                                      |                  |       |
|  |                                                |                                         |                            |       |                                         |                        |                        |                        |  |                                         |                  |                  |                  |  |                                         |                  |                  |                  |  | Bandera de la Provincia de Tucumán   | Atlético Tucumán (p)                    | 0 (3)           |             |  |  |                                      |                  |       |
|  |                                                |                                         |                            |       |                                         |                        |                        |                        |  |                                         |                  |                  |                  |  |                                         |                  |                  |                  |  |                                      | Bandera de la Provincia de Santa Fe     | Rosario Central | 0 (1)       |  |  |                                      |                  |       |
|  | Bandera de la Provincia de Santa Fe            | Newell's Old Boys                       | 4                          |       |                                         |                        |                        |                        |  |                                         |                  |                  |                  |  |                                         |                  |                  |                  |  |                                      | Bandera de la Provincia de Santa Fe     | Rosario Central | 0 (1)       |  |  |                                      |                  |       |
|  | Bandera de la Provincia de Santa Fe            | Newell's Old Boys                       | 4                          |       |                                         |                        |                        |                        |  |                                         |                  |                  |                  |  |                                         |                  |                  |                  |  |                                      |                                         |                 |             |  |  |                                      |                  |       |
|  | Bandera de la Provincia de Salta               | Central Norte                           | 1                          |       |                                         |                        |                        |                        |  |                                         |                  |                  |                  |  |                                         |                  |                  |                  |  |                                      |                                         |                 |             |  |  |                                      |                  |       |
|  | Bandera de la Provincia de Salta               | Central Norte                           | 1                          |       | Bandera de la Provincia de Santa Fe     | Newell's Old Boys      | 1                      |                        |  |                                         |                  |                  |                  |  |                                         |                  |                  |                  |  |                                      |                                         |                 |             |  |  |                                      |                  |       |
|  |                                                |                                         |                            |       | Bandera de la Provincia de Santa Fe     | Newell's Old Boys      | 1                      |                        |  |                                         |                  |                  |                  |  |                                         |                  |                  |                  |  |                                      |                                         |                 |             |  |  |                                      |                  |       |
|  |                                                | Bandera de la Provincia de Mendoza      | Godoy Cruz                 | 2     |                                         |                        |                        |                        |  |                                         |                  |                  |                  |  |                                         |                  |                  |                  |  |                                      |                                         |                 |             |  |  |                                      |                  |       |
|  | Bandera de la Provincia de Mendoza             | Bandera de la Provincia de Mendoza      | Godoy Cruz                 | 2     | Godoy Cruz                              | 3                      |                        |                        |  |                                         |                  |                  |                  |  |                                         |                  |                  |                  |  |                                      |                                         |                 |             |  |  |                                      |                  |       |
|  | Bandera de la Provincia de Mendoza             |                                         |                            |       | Godoy Cruz                              | 3                      |                        |                        |  |                                         |                  |                  |                  |  |                                         |                  |                  |                  |  |                                      |                                         |                 |             |  |  |                                      |                  |       |
|  | Bandera de la Provincia de Buenos Aires        | Ramón Santamarina                       | 0                          |       |                                         |                        |                        |                        |  |                                         |                  |                  |                  |  |                                         |                  |                  |                  |  |                                      |                                         |                 |             |  |  |                                      |                  |       |
|  | Bandera de la Provincia de Buenos Aires        | Ramón Santamarina                       | 0                          |       |                                         |                        |                        |                        |  | Bandera de la Provincia de Mendoza      | Godoy Cruz       | 2                |                  |  |                                         |                  |                  |                  |  |                                      |                                         |                 |             |  |  |                                      |                  |       |
|  |                                                |                                         |                            |       |                                         |                        |                        |                        |  | Bandera de la Provincia de Mendoza      | Godoy Cruz       | 2                |                  |  |                                         |                  |                  |                  |  |                                      |                                         |                 |             |  |  |                                      |                  |       |
|  |                                                | Bandera de la Provincia de Buenos Aires | Banfield                   | 1     |                                         |                        |                        |                        |  |                                         |                  |                  |                  |  |                                         |                  |                  |                  |  |                                      |                                         |                 |             |  |  |                                      |                  |       |
|  | Bandera de la Provincia de Santa Fe            | Bandera de la Provincia de Buenos Aires | Banfield                   | 1     | Atlético de Rafaela                     | 1                      |                        |                        |  |                                         |                  |                  |                  |  |                                         |                  |                  |                  |  |                                      |                                         |                 |             |  |  |                                      |                  |       |
|  | Bandera de la Provincia de Santa Fe            |                                         |                            |       | Atlético de Rafaela                     | 1                      |                        |                        |  |                                         |                  |                  |                  |  |                                         |                  |                  |                  |  |                                      |                                         |                 |             |  |  |                                      |                  |       |
|  | Bandera de la Provincia de Buenos Aires        | Almagro                                 | 0                          |       |                                         |                        |                        |                        |  |                                         |                  |                  |                  |  |                                         |                  |                  |                  |  |                                      |                                         |                 |             |  |  |                                      |                  |       |
|  | Bandera de la Provincia de Buenos Aires        | Almagro                                 | 0                          |       | Bandera de la Provincia de Santa Fe     | Atlético de Rafaela    | 2                      |                        |  |                                         |                  |                  |                  |  |                                         |                  |                  |                  |  |                                      |                                         |                 |             |  |  |                                      |                  |       |
|  |                                                |                                         |                            |       | Bandera de la Provincia de Santa Fe     | Atlético de Rafaela    | 2                      |                        |  |                                         |                  |                  |                  |  |                                         |                  |                  |                  |  |                                      |                                         |                 |             |  |  |                                      |                  |       |
|  |                                                | Bandera de la Provincia de Buenos Aires | Banfield                   | 4     |                                         |                        |                        |                        |  |                                         |                  |                  |                  |  |                                         |                  |                  |                  |  |                                      |                                         |                 |             |  |  |                                      |                  |       |
|  | Bandera de la Provincia de Buenos Aires        | Bandera de la Provincia de Buenos Aires | Banfield                   | 4     | Banfield                                | 1                      |                        |                        |  |                                         |                  |                  |                  |  |                                         |                  |                  |                  |  |                                      |                                         |                 |             |  |  |                                      |                  |       |
|  | Bandera de la Provincia de Buenos Aires        |                                         |                            |       | Banfield                                | 1                      |                        |                        |  |                                         |                  |                  |                  |  |                                         |                  |                  |                  |  |                                      |                                         |                 |             |  |  |                                      |                  |       |
|  | Bandera de la Provincia del Chaco              | Chaco For Ever                          | 0                          |       |                                         |                        |                        |                        |  |                                         |                  |                  |                  |  |                                         |                  |                  |                  |  |                                      |                                         |                 |             |  |  |                                      |                  |       |
|  | Bandera de la Provincia del Chaco              | Chaco For Ever                          | 0                          |       |                                         |                        |                        |                        |  |                                         |                  |                  |                  |  | Bandera de la Provincia de Mendoza      | Godoy Cruz       | 2                |                  |  |                                      |                                         |                 |             |  |  |                                      |                  |       |
|  |                                                |                                         |                            |       |                                         |                        |                        |                        |  |                                         |                  |                  |                  |  | Bandera de la Provincia de Mendoza      | Godoy Cruz       | 2                |                  |  |                                      |                                         |                 |             |  |  |                                      |                  |       |
|  |                                                | Bandera de la Provincia de Santa Fe     | Rosario Central            | 3     |                                         |                        |                        |                        |  |                                         |                  |                  |                  |  |                                         |                  |                  |                  |  |                                      |                                         |                 |             |  |  |                                      |                  |       |
|  | Bandera de la Provincia de Santa Fe            | Bandera de la Provincia de Santa Fe     | Rosario Central            | 3     | Rosario Central                         | 1                      |                        |                        |  |                                         |                  |                  |                  |  |                                         |                  |                  |                  |  |                                      |                                         |                 |             |  |  |                                      |                  |       |
|  | Bandera de la Provincia de Santa Fe            |                                         |                            |       | Rosario Central                         | 1                      |                        |                        |  |                                         |                  |                  |                  |  |                                         |                  |                  |                  |  |                                      |                                         |                 |             |  |  |                                      |                  |       |
|  | Bandera de la Provincia de Buenos Aires        | Cañuelas                                | 0                          |       |                                         |                        |                        |                        |  |                                         |                  |                  |                  |  |                                         |                  |                  |                  |  |                                      |                                         |                 |             |  |  |                                      |                  |       |
|  | Bandera de la Provincia de Buenos Aires        | Cañuelas                                | 0                          |       | Bandera de la Provincia de Santa Fe     | Rosario Central        | 2                      |                        |  |                                         |                  |                  |                  |  |                                         |                  |                  |                  |  |                                      |                                         |                 |             |  |  |                                      |                  |       |
|  |                                                |                                         |                            |       | Bandera de la Provincia de Santa Fe     | Rosario Central        | 2                      |                        |  |                                         |                  |                  |                  |  |                                         |                  |                  |                  |  |                                      |                                         |                 |             |  |  |                                      |                  |       |
|  |                                                | Bandera de la Ciudad de Buenos Aires    | Deportivo Riestra          | 1     |                                         |                        |                        |                        |  |                                         |                  |                  |                  |  |                                         |                  |                  |                  |  |                                      |                                         |                 |             |  |  |                                      |                  |       |
|  | Bandera de la Provincia de Buenos Aires        | Bandera de la Ciudad de Buenos Aires    | Deportivo Riestra          | 1     | Tigre                                   | 2 (1)                  |                        |                        |  |                                         |                  |                  |                  |  |                                         |                  |                  |                  |  |                                      |                                         |                 |             |  |  |                                      |                  |       |
|  | Bandera de la Provincia de Buenos Aires        |                                         |                            |       | Tigre                                   | 2 (1)                  |                        |                        |  |                                         |                  |                  |                  |  |                                         |                  |                  |                  |  |                                      |                                         |                 |             |  |  |                                      |                  |       |
|  | Bandera de la Ciudad de Buenos Aires           | Deportivo Riestra (p)                   | 2 (3)                      |       |                                         |                        |                        |                        |  |                                         |                  |                  |                  |  |                                         |                  |                  |                  |  |                                      |                                         |                 |             |  |  |                                      |                  |       |
|  | Bandera de la Ciudad de Buenos Aires           | Deportivo Riestra (p)                   | 2 (3)                      |       |                                         |                        |                        |                        |  | Bandera de la Provincia de Santa Fe     | Rosario Central  | 1                |                  |  |                                         |                  |                  |                  |  |                                      |                                         |                 |             |  |  |                                      |                  |       |
|  |                                                |                                         |                            |       |                                         |                        |                        |                        |  | Bandera de la Provincia de Santa Fe     | Rosario Central  | 1                |                  |  |                                         |                  |                  |                  |  |                                      |                                         |                 |             |  |  |                                      |                  |       |
|  |                                                | Bandera de la Ciudad de Buenos Aires    | Boca Juniors               | 0     |                                         |                        |                        |                        |  |                                         |                  |                  |                  |  |                                         |                  |                  |                  |  |                                      |                                         |                 |             |  |  |                                      |                  |       |
|  | Bandera de la Provincia del Chubut             | Bandera de la Ciudad de Buenos Aires    | Boca Juniors               | 0     | Guillermo Brown                         | 1                      |                        |                        |  |                                         |                  |                  |                  |  |                                         |                  |                  |                  |  |                                      |                                         |                 |             |  |  |                                      |                  |       |
|  | Bandera de la Provincia del Chubut             |                                         |                            |       | Guillermo Brown                         | 1                      |                        |                        |  |                                         |                  |                  |                  |  |                                         |                  |                  |                  |  |                                      |                                         |                 |             |  |  |                                      |                  |       |
|  | Bandera de la Provincia de Buenos Aires        | Chacarita Juniors                       | 0                          |       |                                         |                        |                        |                        |  |                                         |                  |                  |                  |  |                                         |                  |                  |                  |  |                                      |                                         |                 |             |  |  |                                      |                  |       |
|  | Bandera de la Provincia de Buenos Aires        | Chacarita Juniors                       | 0                          |       | Bandera de la Provincia del Chubut      | Guillermo Brown        | 0                      |                        |  |                                         |                  |                  |                  |  |                                         |                  |                  |                  |  |                                      |                                         |                 |             |  |  |                                      |                  |       |
|  |                                                |                                         |                            |       | Bandera de la Provincia del Chubut      | Guillermo Brown        | 0                      |                        |  |                                         |                  |                  |                  |  |                                         |                  |                  |                  |  |                                      |                                         |                 |             |  |  |                                      |                  |       |
|  |                                                | Bandera de la Ciudad de Buenos Aires    | Boca Juniors               | 1     |                                         |                        |                        |                        |  |                                         |                  |                  |                  |  |                                         |                  |                  |                  |  |                                      |                                         |                 |             |  |  |                                      |                  |       |
|  | Bandera de la Ciudad de Buenos Aires           | Bandera de la Ciudad de Buenos Aires    | Boca Juniors               | 1     | Boca Juniors                            | 5                      |                        |                        |  |                                         |                  |                  |                  |  |                                         |                  |                  |                  |  |                                      |                                         |                 |             |  |  |                                      |                  |       |
|  | Bandera de la Ciudad de Buenos Aires           |                                         |                            |       | Boca Juniors                            | 5                      |                        |                        |  |                                         |                  |                  |                  |  |                                         |                  |                  |                  |  |                                      |                                         |                 |             |  |  |                                      |                  |       |
|  | Bandera de la Provincia de Salta               | Gimnasia y Tiro (S)                     | 0                          |       |                                         |                        |                        |                        |  |                                         |                  |                  |                  |  |                                         |                  |                  |                  |  |                                      |                                         |                 |             |  |  |                                      |                  |       |

### Sedes
Los siguientes estadios formaron parte de las sedes en las que se disputaron los partidos a partir de los Treintaidosavos de final.
|                                                                |                                                                         |                                                            |                                                                       |
|                                                                |                                                                         |                                                            |                                                                       |
| 15 de Abril Ciudad: Santa Fe Capacidad: 26 500                 | Alfredo Beranger Ciudad: Temperley Capacidad: 19 000                    | Antonio Romero Ciudad: Formosa Capacidad: 23 000           | Brigadier General Estanislao López Ciudad: Santa Fe Capacidad: 37 000 |
|                                                                |                                                                         |                                                            |                                                                       |
| Centenario Ciudad de Quilmes Ciudad: Quilmes Capacidad: 30 200 | Ciudad de Caseros Ciudad: Caseros Capacidad: 16 000                     | Ciudad de Lanús Ciudad: Lanús Capacidad: 46 619            | Coloso del Ruca Quimey Ciudad: Cutral Có Capacidad: 16 500            |
|                                                                |                                                                         |                                                            |                                                                       |
| Diego Armando Maradona Ciudad: Buenos Aires Capacidad: 24 800  | Florencio Sola Ciudad: Banfield Capacidad: 34 900                       | José María Minella Ciudad: Mar del Plata Capacidad: 32 354 | Juan Domingo Perón Ciudad: Córdoba Capacidad: 30 000                  |
|                                                                |                                                                         |                                                            |                                                                       |
| Julio Humberto Grondona Ciudad: Sarandí Capacidad: 18 500      | Malvinas Argentinas Ciudad: Mendoza Capacidad: 42 500                   | Nuevo Monumental Ciudad: Rafaela Capacidad: 20 000         | Padre Ernesto Martearena Ciudad: Salta Capacidad: 21 000              |
|                                                                |                                                                         |                                                            |                                                                       |
| Presidente Perón Ciudad: Avellaneda Capacidad: 67 389          | San Juan del Bicentenario Ciudad: Departamento Pocito Capacidad: 25 000 |                                                            |                                                                       |

### Treintaidosavos de final
Esta fase la disputaron los once clasificados de la zona regional más los 30 representantes de la Primera División, 12 de la Primera B Nacional, 5 de la Primera B, 4 de la Primera C y 2 de la Primera D. Entre el 25 de abril y el 18 de agosto se enfrentaron a partido único y clasificaron los 32 ganadores.
| Fecha        | Estadio                      | Equipo 1                | Resultado     | Equipo 2                    |
| ------------ | ---------------------------- | ----------------------- | ------------- | --------------------------- |
| 25 de abril  | 15 de abril                  | Rosario Central         | 1 - 0         | Cañuelas                    |
| 3 de mayo    | Centenario Ciudad de Quilmes | Banfield                | 1 - 0         | Chaco For Ever              |
| 3 de mayo    | Antonio Romero               | Huracán                 | (3) 2 - 2 (1) | Defensores Unidos           |
| 9 de mayo    | Julio Humberto Grondona      | Tigre                   | (1) 2 - 2 (3) | Deportivo Riestra           |
| 10 de mayo   | Alfredo Beranger             | Quilmes                 | (1) 0 - 0 (4) | Gimnasia y Esgrima (M)      |
| 17 de mayo   | Centenario Ciudad de Quilmes | Independiente           | (5) 0 - 0 (4) | Atlético Camioneros         |
| 23 de mayo   | Ciudad de Caseros            | Arsenal                 | (5) 1 - 1 (6) | Sacachispas                 |
| 23 de mayo   | Nuevo Monumental             | Talleres (C)            | 1 - 0         | Defensores de Belgrano      |
| 24 de mayo   | Florencio Sola               | Defensa y Justicia      | 3 - 0         | Sol de Mayo                 |
| 24 de mayo   | 15 de abril                  | Belgrano                | (3) 1 - 1 (2) | Estudiantes                 |
| 25 de mayo   | Antonio Romero               | Vélez Sarsfield         | 1 - 0         | Leandro N. Alem             |
| 1 de junio   | Florencio Sola               | Patronato               | 0 - 2         | Deportivo Morón             |
| 7 de junio   | Ciudad de Caseros            | Sarmiento (J)           | 1 - 0         | Brown de Adrogué            |
| 7 de junio   | Centenario Ciudad de Quilmes | Colón                   | 1 - 0         | Independiente Rivadavia     |
| 7 de junio   | Julio Humberto Grondona      | Atlético de Rafaela     | 1 - 0         | Almagro                     |
| 8 de junio   | Centenario Ciudad de Quilmes | Olimpo                  | 1 - 0         | Ferro Carril Oeste          |
| 8 de junio   | Padre Ernesto Martearena     | Atlético Tucumán        | (4) 1 - 1 (1) | All Boys                    |
| 8 de junio   | Antonio Romero               | Lanús                   | 5 - 1         | Sportivo Barracas           |
| 9 de junio   | Florencio Sola               | Gimnasia y Esgrima (LP) | 0 - 1         | Defensores de Belgrano (VR) |
| 11 de junio  | 15 de abril                  | Newell's Old Boys       | 4 - 1         | Central Norte (S)           |
| 11 de junio  | Florencio Sola               | Estudiantes (LP)        | 2 - 3         | Pacífico                    |
| 12 de junio  | Julio Humberto Grondona      | San Martín (SJ)         | 0 - 3         | Atlanta                     |
| 12 de junio  | Ciudad de Caseros            | Aldosivi                | 2 - 1         | Central Córdoba (SdE)       |
| 13 de junio  | Julio Humberto Grondona      | Godoy Cruz              | 3 - 0         | Ramón Santamarina           |
| 29 de junio  | Florencio Sola               | Unión                   | (4) 0 - 0 (2) | Nueva Chicago               |
| 30 de junio  | Ciudad de Caseros            | Temperley               | 2 - 0         | Sportivo Las Parejas        |
| 5 de julio   | Coloso del Ruca Quimey       | Guillermo Brown         | 1 - 0         | Chacarita Juniors           |
| 19 de julio  | Coloso del Ruca Quimey       | Argentinos Juniors      | 0 - 1         | Instituto                   |
| 14 de agosto | Antonio Romero               | Boca Juniors            | 5 - 0         | Gimnasia y Tiro (S)         |
| 15 de agosto | Ciudad de Lanús              | San Lorenzo             | (4) 1 - 1 (2) | Cipolletti                  |
| 15 de agosto | Padre Ernesto Martearena     | River Plate             | 3 - 0         | Atlas                       |
| 18 de agosto | Florencio Sola               | Racing Club             | 2 - 1         | Mitre (SdE)                 |

### Dieciseisavos de final
Esta fase la disputaron los 32 ganadores de los treintaidosavos de final, entre el 16 de agosto y el 20 de septiembre. Se enfrentaron a partido único y clasificaron 16 equipos a los octavos de final.
| Fecha            | Estadio                            | Equipo 1                    | Resultado     | Equipo 2               |
| ---------------- | ---------------------------------- | --------------------------- | ------------- | ---------------------- |
| 16 de agosto     | Julio Humberto Grondona            | Lanús                       | 1 - 2         | Unión                  |
| 20 de agosto     | José María Minella                 | River Plate                 | 4 - 1         | Instituto              |
| 20 de agosto     | Ciudad de Lanús                    | Deportivo Morón             | 1 - 0         | San Lorenzo            |
| 21 de agosto     | Presidente Perón                   | Temperley                   | 0 - 2         | Defensa y Justicia     |
| 1 de septiembre  | Florencio Sola                     | Racing Club                 | 2 - 4         | Olimpo                 |
| 1 de septiembre  | Brigadier General Estanislao López | Talleres (C)                | (2) 1 - 1 (4) | Gimnasia y Esgrima (M) |
| 1 de septiembre  | Antonio Romero                     | Atlético de Rafaela         | 2 - 4         | Banfield               |
| 1 de septiembre  | Diego Armando Maradona             | Huracán                     | 1 - 0         | Colón                  |
| 2 de septiembre  | Coloso del Ruca Quimey             | Defensores de Belgrano (VR) | (5) 1 - 1 (6) | Belgrano               |
| 3 de septiembre  | Diego Armando Maradona             | Rosario Central             | 2 - 1         | Deportivo Riestra      |
| 4 de septiembre  | Julio Humberto Grondona            | Aldosivi                    | 0 - 1         | Vélez Sarsfield        |
| 4 de septiembre  | 15 de abril                        | Newell's Old Boys           | 1 - 2         | Godoy Cruz             |
| 6 de septiembre  | Julio Humberto Grondona            | Sarmiento (J)               | 3 - 1         | Sacachispas            |
| 13 de septiembre | Malvinas Argentinas                | Guillermo Brown             | 0 - 1         | Boca Juniors           |
| 19 de septiembre | Malvinas Argentinas                | Independiente               | 1 - 2         | Atlético Tucumán       |
| 20 de septiembre | Ciudad de Caseros                  | Atlanta                     | 3 - 1         | Pacífico               |

| 1. |

### Octavos de final
Esta fase la disputan los 16 ganadores de los dieciseisavos de final. Entre el 27 de septiembre y el 9 de octubre se enfrentan a partido único y clasificarán 8 a los cuartos de final.
| Fecha            | Estadio                  | Equipo 1         | Resultado     | Equipo 2               |
| ---------------- | ------------------------ | ---------------- | ------------- | ---------------------- |
| 27 de septiembre | Malvinas Argentinas      | Rosario Central  | 1 - 0         | Boca Juniors           |
| 28 de septiembre | Juan Domingo Perón       | Godoy Cruz       | 2 - 1         | Banfield               |
| 4 de octubre     | Julio Humberto Grondona  | Olimpo           | 3 - 2         | Gimnasia y Esgrima (M) |
| 4 de octubre     | Juan Domingo Perón       | Unión            | (4) 0 - 0 (5) | Deportivo Morón        |
| 4 de octubre     | Padre Ernesto Martearena | Atlético Tucumán | 4 - 0         | Sarmiento (J)          |
| 6 de octubre     | Diego Armando Maradona   | Huracán          | (1) 0 - 0 (3) | Vélez Sarsfield        |
| 7 de octubre     | Antonio Romero           | River Plate      | 3 - 0         | Defensa y Justicia     |
| 9 de octubre     | 15 de abril              | Belgrano         | 1 - 2         | Atlanta                |

### Cuartos de final
Esta fase la disputaron los 8 ganadores de los octavos de final. Entre el 18 y el 24 de octubre se enfrentaron a partido único y clasificaron 4 a las semifinales.
| Fecha         | Estadio                   | Equipo 1         | Resultado | Equipo 2        |
| ------------- | ------------------------- | ---------------- | --------- | --------------- |
| 18 de octubre | San Juan del Bicentenario | River Plate      | 4 - 1     | Atlanta         |
| 23 de octubre | Juan Domingo Perón        | Godoy Cruz       | 2 - 3     | Rosario Central |
| 23 de octubre | Ciudad de Lanús           | Olimpo           | 0 - 1     | Deportivo Morón |
| 24 de octubre | 15 de abril               | Atlético Tucumán | 1 - 0     | Vélez Sarsfield |

### Semifinales
Esta fase la disputarán los 4 ganadores de los cuartos de final, que se enfrentarán a partido único el 10 y 12 de noviembre, para definir los 2 equipos que pasaron a la final.
| Fecha           | Estadio             | Equipo 1         | Resultado     | Equipo 2        |
| --------------- | ------------------- | ---------------- | ------------- | --------------- |
| 10 de noviembre | Antonio Romero      | Atlético Tucumán | (3) 0 - 0 (1) | Rosario Central |
| 12 de noviembre | Malvinas Argentinas | River Plate      | 3 - 0         | Deportivo Morón |

### Final
La final se disputó entre los ganadores de las semifinales el 9 de diciembre a partido único. El ganador fue River Plate y se consagró campeón. El club Atlético Tucumán obtuvo el derecho a participar en la Copa Libertadores 2018 por su condición de finalista, al estar River Plate ya clasificado previamente.
| Fecha          | Estadio             | Equipo 1    | Resultado | Equipo 2         |
| -------------- | ------------------- | ----------- | --------- | ---------------- |
| 9 de diciembre | Malvinas Argentinas | River Plate | 2 - 1     | Atlético Tucumán |

## Goleadores
| Jugador                | Equipo                          | Anotado |
| ---------------------- | ------------------------------- | ------- |
| Maximiliano Tunessi    | Sol de Mayo                     | 7       |
| Jorge Alfredo González | Camioneros                      | 5       |
| Ignacio Scocco         | River Plate / Newell's Old Boys | 5       |
| David Cano             | Sportivo Peñarol (C)            | 4       |
| Bruno Sepúlveda        | Estudiantes (RC)                | 4       |
| Ignacio Fernández      | River Plate                     | 4       |

## Equipo ideal
| Pos.           | Futbolista          | Equipo                 |
| Equipo titular | Equipo titular      | Equipo titular         |
| -------------- | ------------------- | ---------------------- |
| Guardameta     | Cristian Lucchetti  | Atlético Tucumán       |
| Defensa        | Emiliano Mayola     | Deportivo Morón        |
| Defensa        | Jonatan Maidana     | River Plate            |
| Defensa        | Mauricio Martínez   | Rosario Central        |
| Centrocampista | Ignacio Fernández   | River Plate            |
| Centrocampista | Emiliano Tellechea  | Olimpo                 |
| Centrocampista | David Barbona       | Atlético Tucumán       |
| Centrocampista | Gonzalo Martínez    | River Plate            |
| Delantero      | Maximiliano Tunessi | Sol de Mayo            |
| Delantero      | Ignacio Scocco      | River Plate            |
| Delantero      | Adrián Martínez     | Atlanta                |
| Suplentes      |                     |                        |
| Guardameta     | Julio Salvá         | Deportivo Morón        |
| Defensa        | Tomás Armella       | Central Norte (S)      |
| Centrocampista | Pablo Cortizo       | Gimnasia y Esgrima (M) |
| Centrocampista | Gastón Giménez      | Godoy Cruz             |
| Delantero      | Ivo Hongn           | Pacífico               |
| Delantero      | Jorge González      | Camioneros             |
| Delantero      | Luis Rodríguez      | Atlético Tucumán       |
| Entrenador     | Marcelo Gallardo    | River Plate            |